# Albrechtspalais
Il Palais Erzherzog Albrecht (detto anche Albrechtspalais o Albertina) è un palazzo di Vienna che fu di proprietà della famiglia imperiale.

## Storia

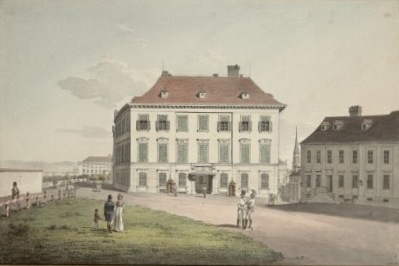
Litografia del 1816 che rappresenta il palazzo con i bastioni agostiniani

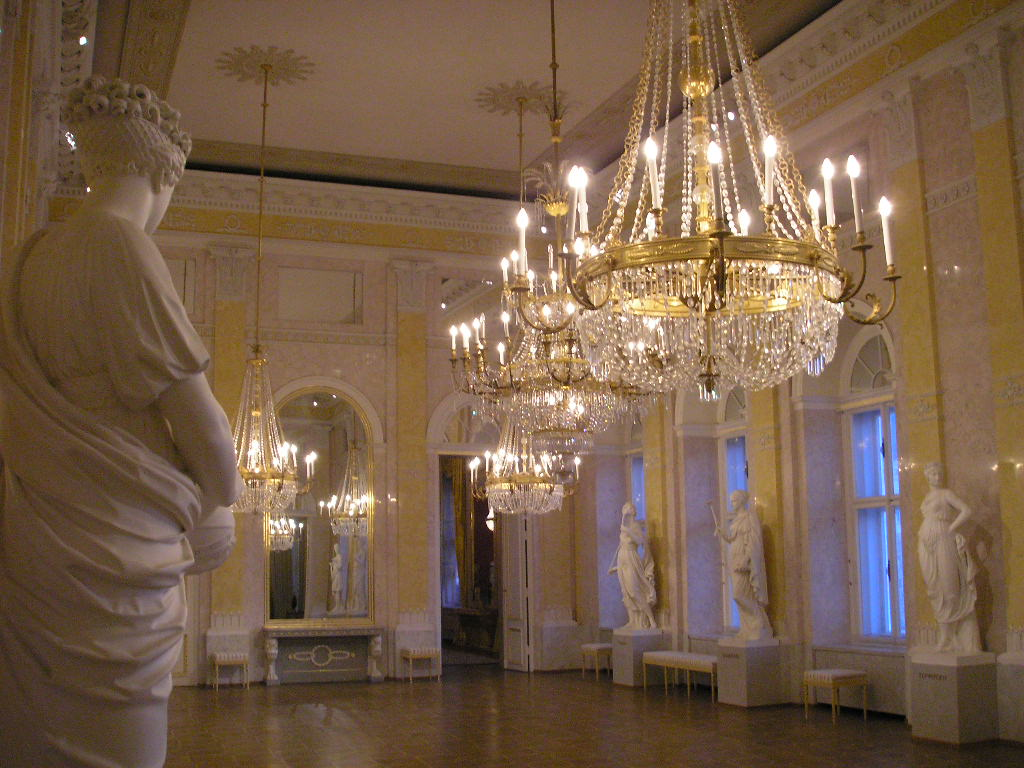
La Sala delle Muse

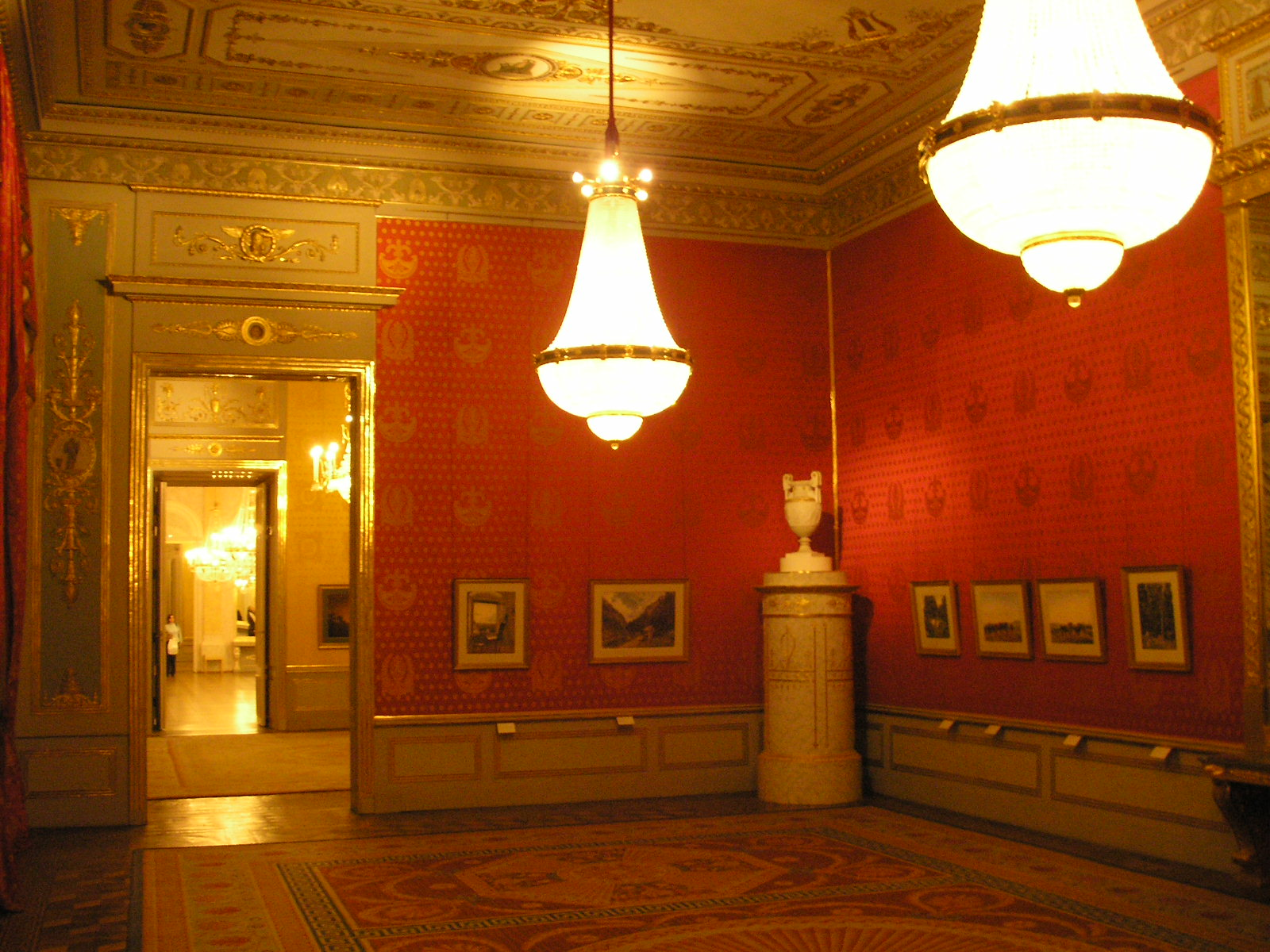
La Sala delle Udienze con la caratteristica tappezzeria in seta rossa

Il palazzo sorgeva originariamente su quelli che erano i bastioni agostiniani della città di Vienna ma, dalla seconda metà del XVIII secolo, l'area venne destinata alla costruzione di un palazzo signorile per opera dell'architetto Emanuel Teles de Silva. La proprietà venne acquistata nel 1795 dal duca Alberto di Sassonia-Teschen che qui vi pose la propria collezione artistica. Tra il 1801 ed il 1805 la struttura venne ampliata per opera di Louis Montoyer raggiungendo i confini della Hofburg.
Il palazzo passò quindi al figlio di Alberto, l'arciduca Carlo d'Asburgo-Teschen che, con l'aiuto dell'architetto Joseph Kornhäusel migliorò ulteriormente la struttura, ritoccandone in special modo gli interni facendovi apporre anche una grande scalinata con le caratteristiche sfingi. Dopo di lui sia l'arciduca Alberto che l'arciduca Federico vissero in questo palazzo, i quali fecero realizzare alcuni altri lavori in facciata nel 1867.
Tra il 1864 ed il 1869, inoltre, venne realizzata la Albrechtbrunner, una fontana pubblica posta presso il muro esterno di cinta del palazzo che rappresenta la figura allegorica del Danubio. La fontana, sulla terrazza superiore, è sormontata da una statua equestre dell'arciduca Alberto che venne realizzata nel 1899 ad opera dello scultore Caspar su modello dell'architetto Karl King, la cui base è in granito originario della città di Požar presso Praga.
Dal 1919 il palazzo passò di proprietà alla Repubblica Austriaca e nel marzo del 1945 esso venne pesantemente bombardato e ricostruito successivamente.
Dal 1998 al 2003 la costruzione cambiò nuovamente volto e venne rimodernata in alcune sue parti per esigenze strutturali. L'area è da allora destinata in parte ad uffici governativi ed in parte è concessa in affitto a sponsor. Hans Hollein, uno dei principali sponsor della struttura, ha fatto realizzare anche un curioso tetto sporgente ("Soravia wing") che ha sollevato molte controversie tra il pubblico per la sua diversità di estetica rispetto al palazzo.